# Carel Lodewijk Dake junior

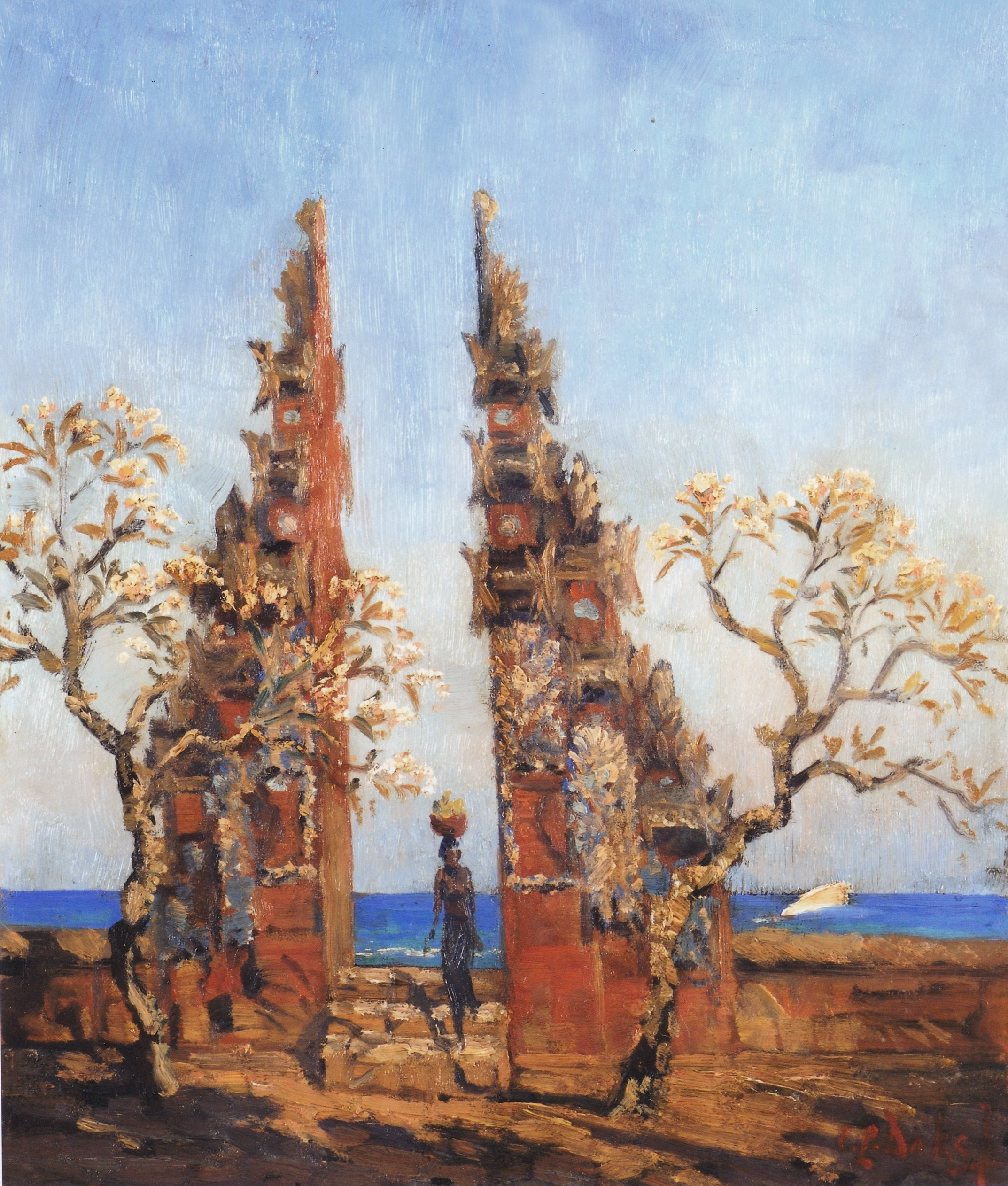
Das Mädchen am Eingang von Pura

Carel Lodewijk Dake der Jüngere (* 4. April 1886 in Schaerbeek; † 6. Dezember 1946 in Batavia) war ein niederländischer Maler, Radierer und Zeichner.
Er begann bei seinem eigenen Vater, dem Künstler Carel Lodewijk Dake senior. Er war Schüler von Evert Pieters, Arnold Marc Gorter und Heinrich Martin Krabbé von 1908 bis 1911 in der Künstlerkolonie Laren (Noord-Holland). 
Er kam 1912 nach Indonesien, lebte und arbeitete in Java, Bali und Sumatra. Er hat an vielen Ausstellungen in Java teilgenommen. Er malte in Öl und Aquarelle, zeichnete (Feder und Pastell) und ätzte hauptsächlich Landschaften und orientalische Stadtlandschaften und Tempel, darunter in Bangkok, in der Nähe des Mekong, in Kambodscha, im Borobudur und anderen. 
1915 arbeitete er in San Francisco an drei großen Dioramen, die Indonesien für die Panama-Pacific International Exposition in San Francisco, USA, darstellten. Er wurde für dieses Werk mit einer Goldmedaille ausgezeichnet. Von diesen Dioramen befindet sich eines im Palast der Schönen Künste in San Francisco und die anderen beiden im Philadelphia Museum. 
Er starb infolge eines Unfalls in Batavia im Alter von 60 Jahren.